# Wikipédia en pachto
Wikipédia en pachto (en pachto : پښتو ويکيپېډيا) est l’édition de Wikipédia en pachto, langue iranienne parlée en Afghanistan et au Pakistan. L'édition est lancée en février 2005 (janvier 2003 suivant une autre source). Son code est : ps.
Au 20 mars 2025, l'édition en pachto contient 20 457 articles et compte 35 364 contributeurs, dont 60 contributeurs actifs et 4 administrateurs.

## Présentation

Aire de diffusion du pachto au sein des langues iraniennes.
Aire de diffusion du pachto.

## Statistiques
- En février 2009, l'édition en pachto compte quelque 5 400 articles et 1 340 utilisateurs enregistrés.
- Le 24 octobre 2022, elle contient 16 469 articles et compte 28 340 contributeurs, dont 53 contributeurs actifs et 1 administrateur.
- Le 7 septembre 2024, elle contient 19 750 articles et compte 33 907 contributeurs, dont 46 contributeurs actifs et 3 administrateurs.